# Rạch Giá
Rạch Giá es una ciudad y capital de la provincia de Kien Giang, en Vietnam. Se localiza en la costa este del Golfo de Tailandia en la región del Delta del Río Mekong, a 250 kilómetros al suroeste de la Ciudad Ho Chi Minh, a 116 km al oeste de Cần Thơ y a 95 km al sureste de la frontera internacional con Camboya.

## Historia
La ciudad tiene una larga tradición minera de más de 300 años. En 1867 fue ocupada por los franceses hasta el final de su dominio en 1954. En 1976 el gobierno vietnamita crea la provincia de Kiên Giang haciendo de Rach Giá su capital.

## Unidades administrativas
La ciudad cuenta con una comuna y once barrios (vĩnh):
- Comuna: Phi Thong, con una población de 13.584 habitantes en 2012[1]
- Barrio: Vĩnh Thanh Van, 16.828 habitantes
- Barrio: Vĩnh Thanh, 24.763 habitantes
- Barrio: Vĩnh Lạc, 16.002 habitantes
- Barrio: Vĩnh Bảo, 17.789 habitantes
- Barrio: An Hòa, 17.099 habitantes
- Barrio: Vĩnh Quang, 18.449 habitantes
- Barrio: Vĩnh Hiệp, 15.638 habitantes
- Barrio: Vĩnh Thông, 7.478 habitantes
- Barrio: Vĩnh Lợi, 7.659 habitantes
- Barrio: An Bình, 13.794 habitantes
- Barrio: Rạch Sỏi, 14.701 habitantes

## Economía
Rach Gia es una de las cuatro ciudades clave del Delta del Mekong, que incluye además a Long Xuyen, Cần Thơ y a Cà Mau. Se trata de un área de desarrollo económico dinámico del país, especialmente en lo que atañe a la economía naval y servicios comerciales. Además posee el mayor balneario de Vietnam (el primero construido en el país).

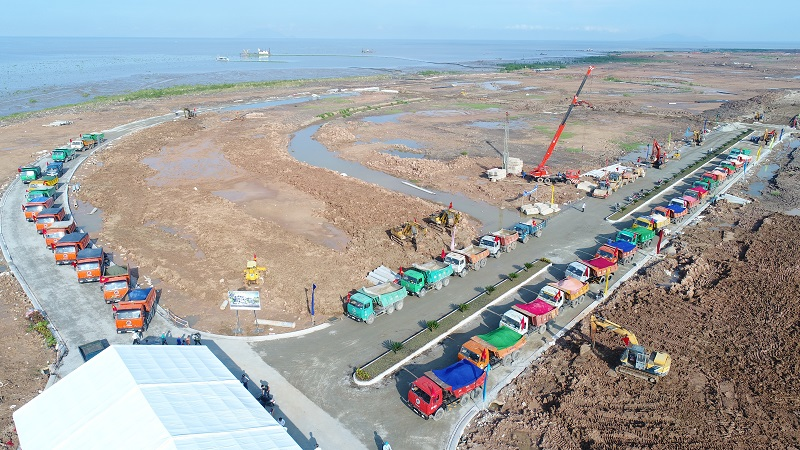
Obras de expansión de Rach Gia hacia el mar en 2017

Rạch Giá es la primera ciudad donde el gobierno vietnamita aplicó el proyecto lan bien para agrandar el territorio ganando terreno al océano. Las obras ya iniciadas harán expandir la ciudad para convertirla en una de las más grandes del sudoeste de Vietnam. Este proyecto agregará dos barrios más a Rạch Giá. Además, existen varios proyectos de construcción, como el futuro centro industrial Rach Vuot y la ciudad urbana Vinh Hiep, que se iniciarán después de terminar el proyecto del puente Lac Hong, expandiendo a Rạch Giá hacia el este

## Clima
La temporada de lluvias comienza en mayo y termina en noviembre, generalmente llueven de 120 días a 170 días al año. La mayor pluviosidad puede alcanzar más de 350 mm en los meses de julio y agosto. La estación seca comienza en diciembre y finaliza en abril del año  siguiente. Predominan dos direcciones principales del viento: Este-Sur y Oeste-Sur. Las máximas de temperatura pueden llegar a los 38 °C en verano mientras las más bajas no suelen ser inferiores a los 15 °C en invierno. La temperatura media se sitúa en torno a los 27 °C. La humedad es muy alta, sobre el 80% de media.

## Transporte

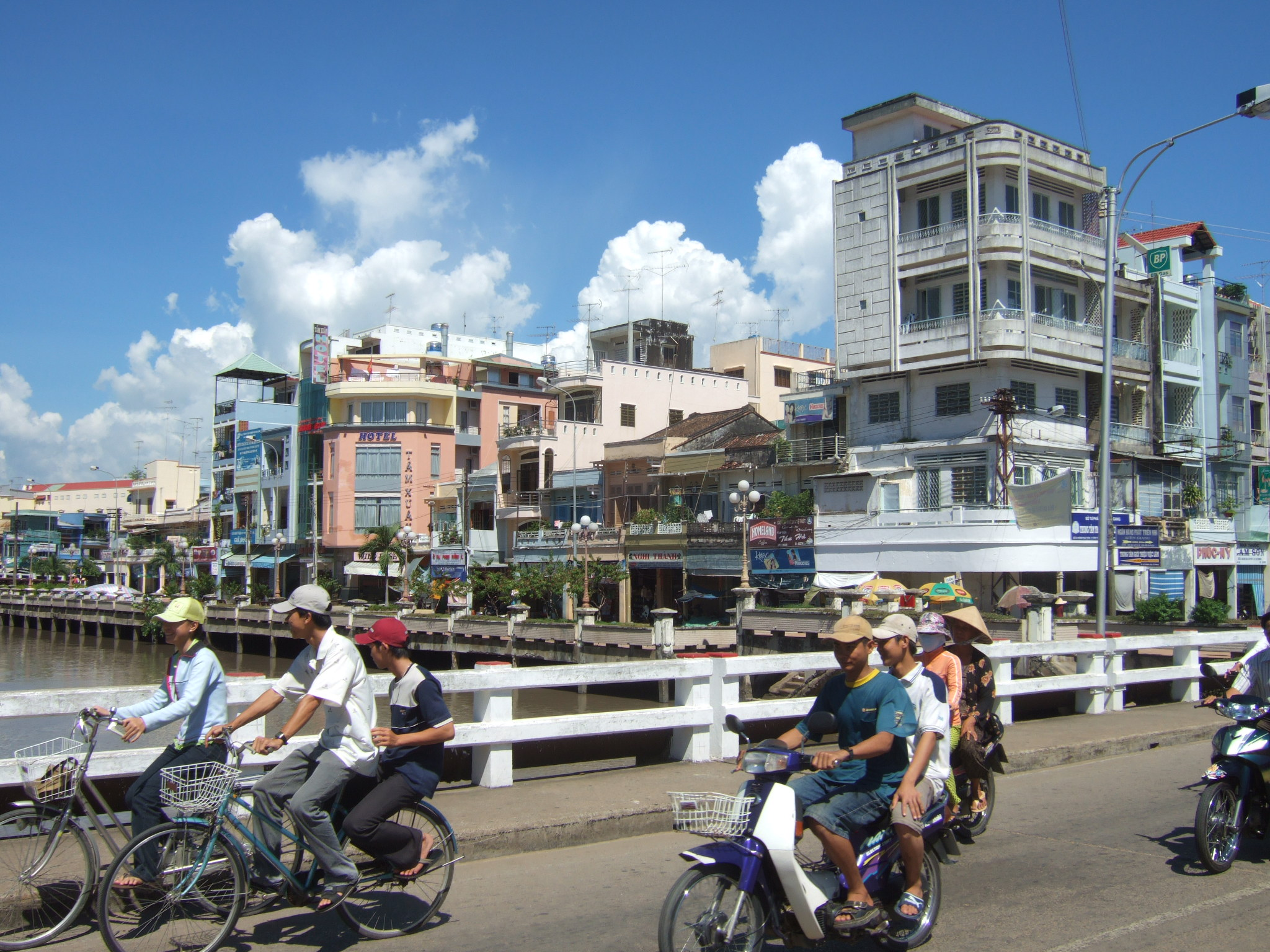
Rach Gia

La ciudad posee infraestructuras de transporte por carretera, aire, río y mar. Posee dos estaciones de autobuses, una para tráfico local y otra para el interprovincial siendo la red de autobuses relativamente nueva. El Aeropuerto de Rach Gia (anteriormente denominado Aeropuerto Rach Soi) es de carácter nacional con vuelos a la Ciudad Ho Chi Minh y a la isla de Phú Quốc. Para el transporte marítimo cuenta con dos terminales principales de pasajeros: el muelle Phú Quốc y el muelle Rach Mieu desde los que salen hidrodeslizadores para ir a Phú Quốc o al archipiélago de Kiên Hải.

## Lugares de interés
Entre los lugares históricos cabe reseñar los siguientes:
- Templo Nguyen Trung Truc
- Pagoda de Tam Bao
- Tumba de Huynh Man Dat
- Gran templo budista
- Pagoda Lang Cat
- Museo Kien Giang
- Pagoda Quan De
- Pagoda de Thien Hau